# Sistemas de información geográfica históricos
Un sistema de información geográfico histórico (conocido también como HGIS por los siglas de historical GIS en inglés) es un sistema de información geográfico (SIG en español o GIS en inglés) que puede mostrar, almacenar y analizar datos de geografías pasadas y dar seguimiento a cambios en el tiempo. Puede ser considerado como un campo de la geografía histórica y de la ciencia de información geográfica.
Los SIG fueron originalmente desarrollados para su uso en las ciencias medioambientales, en el ejército y para ordenadores de cartografía asistida. Algunos[¿quién?] opinan que herramientas desarrolladas  para estos usos no son adecuadas para las características de los datos históricos.

## Técnicas utilizadas en los SIG Históricos
- Digitalización y georeferenciado de mapas históricos. Los mapas viejos pueden contener información valiosa sobre el pasado. Añadiendo coordenadas a tales mapas, pueden ser incorporados como nueva capa a un SIG moderno. Esto facilita la comparación de diferentes capas del mapa  mostrando la geografía en tiempos diferentes. Los mapas pueden mejorarse aún más con técnicas de modelado como rubbersheeting la cual distorsiona espacialmente los datos para que encajen con mapas modernos más precisos.
- Reconstrucción de fronteras pasadas. Al crear polígonos de antiguas subdivisiones administrativas y fronteras, las estadísticas agregadas se pueden comparar a través del tiempo.
- Georeferenciación de microdatos históricos (como censos o registros parroquiales). Esto permite el uso del análisis espacial a los datos históricos.

## Notables SIG Históricos
- Great Britain Historical GIS es una base de datos habilitada para SIG que contiene diversos mapas georeferenciados, estadísticas, nomenclátores y redacción de viajes, especialmente para el período 1801-2001 cubierto por los censos británicos. Disponible en el sitio web Vision of Britain. Creado y mantenido por Portsmouth University.
- China Histórica GIS es un proyecto similar para la China Imperial desarrollado por las universidades de Harvard y Fudan, China.
- David Rumsey Historical Map Collection es una de las colecciones de mapas más grande del mundo, que ha digitalizado y georeferenciado una gran parte de su colección y la ha publicado en internet.
- Electronic Cultural Atlas Initiative (ECAI) es un espacio para el intercambio de metadatos de SIG Históricos m antenido por la Universidad de California, Berkeley.
- HGIS Instituto alemán de historia europea (Mainz) y el Instituto i3mainz de la Universidad de Ciencias Aplicadas.[1]
- HisGIS Netherlands[2] incluye los límites vectorizados de bienes inmuebles de los mapas catastrales más antiguos de varias regiones de los Países Bajos, incluido Ámsterdam, que se han vinculado a registros históricos como elecciones, ingresos fiscales y registros parroquiales. Desarrollado por Fryske Akademy
- Belgian Historical GIS sigue el desarrollo de las fronteras administrativas en Bélgica desde 1800. Desarrollado por la Universidad de Ghen[3]
- National Historical Geographic Information System  (NHGIS) sistema para mostrar y analizar los censos y los cambios en las vías en los Estados Unidos.
- HistoAtlas es un sistema de información geográfico histórico abierto y gratuito que intenta construir un atlas histórico del mundo.
- Atlas-Historical Cartography es un sitio web que proporciona información de la evolución de fronteras administrativas de Portugal, sobre los censos y otras series estadísticas para los siglos XIX y XX. Acceso público a través del Atlas-Historical Cartography.
- Mammoth Cave Historical GIS documenta historias de las personas que vivieron en la región de Mammoth Cave antes de que se convirtiera en un parque nacional . Acceso público vía MCHGIS.
- Bibliosof-HGIS Sistema de Información Geográfico Histórico Nacional  de Rusia.
- Wikimaps es un proyecto que integrará mapas georeferenciados en Wikimedia Commons, Wikidata y Wikipedia
- OldMapsOnline es un motor de búsqueda de mapas históricos que proporciona acceso a mapas históricos digitalizados georeferenciados de varias colecciones a través de una interfaz basada en mapas.[4]
- The CENTENNIA Historical Atlas. Atlas Histórico de Europa desde el año 1000 hasta la actualidad que muestra el estado político en intervalos de diez años. Los mapas, sin embargo, son imprecisos y complicados de analizar. El atlas se vende como software para Windows o MacOsx.[5]
- The Geacron project es un atlas histórico mundial desde el 3000 AC hasta la actualidad que muestra estados y algunos acontecimientos históricos. Hay disponible una versión en línea libre.[6]
- Euratlas History Maps es un atlas histórico de Europa desde el año 1 hasta nuestros días, con un mapa por siglo. Los mapas describen estados soberanos así como divisiones administrativas y territorios dependientes.[7]
- Alpage (AnaLyse diachronique de l'espace urbain PArisien : approche GEomatique): GIS histórico de la ciudad de París construido con la base del plano Vasserot, anterior a las reformas de Haussmann[8]-.
- Pauliceia 2.0. es una plataforma que tiene por objetivo hacer el mapa histórico de São Paulo (1870-1940). http://www.pauliceia.dpi.inpe.br/portal/about
- Caminos del siglo XVI de la península ibérica por Juan Villa en 1543. GIS histórico de los caminos y pueblos de la península ibérica documentados por Juan Villuga.  Spatial database of the repertory of all the roads in Spain in the year of grace of 1543 by Juan Villuga [shapefile]  and Spatial database of the towns of the repertoire of all the roads of Spain in the year of grace of 1543 by Juan Villuga [shapefile]
- Madrid XIX. SIG histórico de la Madrid entre los años 1869 y 1879.[9]
- OpenHistoricalMap es un mapa histórico del mundo de código libre utilizando la tecnología y los procesos de OpenStreetMap.

## Softwares o servicios web desarrollados para SIG Históricos
- TimeMap.[10] Desarrollado por el departamento de arqueología de la Universidad de Sydney.
- La versión 4+ de Google Earth agregó una función de línea de tiempo que permite la exploración temporal simple de datos espaciales[11]

## Literatura
- Joachim Laczny: Friedrich III. (1440–1493) auf Reisen. Die Erstellung des Itinerars eines spätmittelalterlichen Herrschers unter Anwendung eines Historical Geographic Information System (Historical GIS) In: Joachim Laczny, Jürgen Sarnowsky eds.: Perzeption und Rezeption. Wahrnehmung und Deutung im Mittelalter und in der Moderne (Nova Mediaevalia Quellen und Studien zum europäischen Mittelalter, 12), Göttingen: V&R unipress 2014, p. 33–65. ISBN 978-3-8471-0248-9, doi: 10.14220/9783737002486.33
- Ian N. Gregory, Paul Ell: Historical GIS: Technologies, Methodologies, and Scholarship (Cambridge Studies in Historical Geography) 2008 ISBN 978-0-521-67170-5
- Anne Kelly Knowles: Past Time, Past Place: GIS for history A collection of twelve case studies on the use of GIS in historical research and education. ESRI press 2002 ISBN 1-58948-032-5
- Anne Kelly Knowles, Amy Hillier eds.: Placing History: How Maps, Spatial Data, and GIS Are Changing Historical Scholarship 2008 ISBN 978-1-58948-013-1
- Ian N. Gregory: A place in History A short introduction to HGIS by the lead developers of GBHGIS ISSN 1463-5194
- Ott, T. and Swiaczny, F.: Time-integrative GIS. Management and analysis of spatio-temporal data, Berlin / Heidelberg / New York: Springer 2001 ISBN 3-540-41016-3
- Feature edition of Historical development GIS in the journal Social Science History 24 2000, Introduction by Anne Kelly Knowles.
- Ferreira Lopes, P. (2020). SIG e história da arquitetura. Avanços no estudo das redes de caminhos da península ibérica do século XVI. Digital Humanities Quarterly, 14(2) pp.1-15. ISSN 1938-4122. http://www.digitalhumanities.org/dhq/vol/14/2/000458/000458.html